# Streichholzrätsel

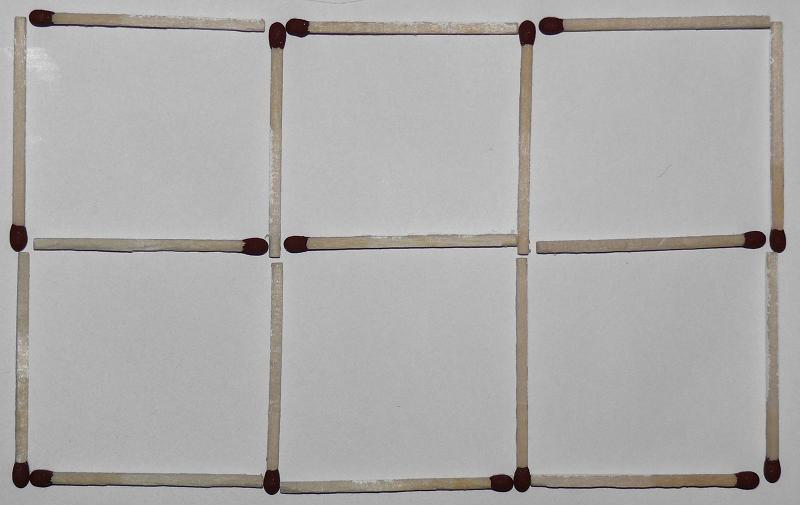
Nimm 5 weg, um drei Quadrate zu erhalten

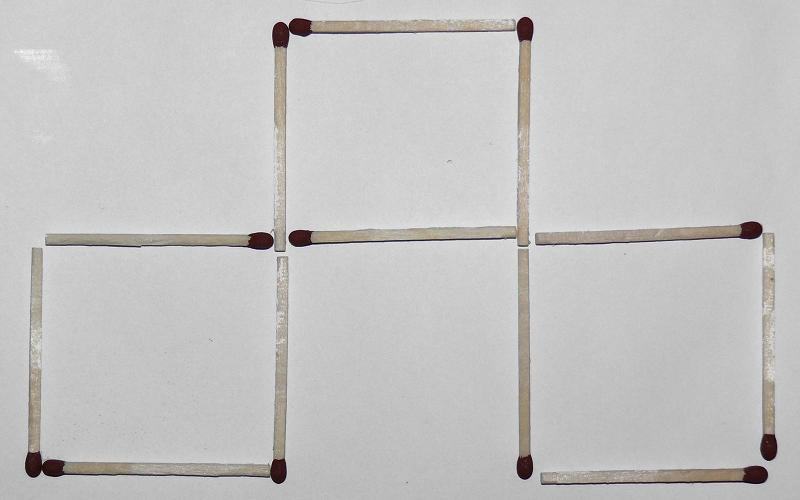
Lösung

Ein Streichholzrätsel ist eine Form des Rätsels, bei der Gleichungen oder geometrische Figuren mit Hilfe von Streichhölzern dargestellt werden. Zur Lösung der Rätselaufgabe müssen ein Streichholz oder mehrere Streichhölzer umgelegt werden. Um die Nennung der Lösung zu erleichtern, werden die einzelnen Streichhölzer oft nummeriert.
Streichholzrätsel werden häufig in Rätselzeitschriften oder im Rätselteil von Zeitungen oder Zeitschriften abgedruckt.

## Arten

### Gleichungen
Ausgangspunkt dieser Streichholzrätsel ist eine falsche Gleichung. Durch Umlegen eines Streichholzes soll die Gleichung korrigiert werden. Die dargestellten Zahlen basieren entweder auf dem arabischen oder dem römischen Ziffernsystem. 

### Geometrische Figuren
Bei dieser Form sollen geometrische Figuren (z. B. Dreiecke oder Rechtecke) dargestellt werden. Diese Art hat meistens einen höheren Schwierigkeitsgrad als die Streichholzrätsel, die auf Gleichungen basieren. In der Regel müssen hier nämlich mehrere Streichhölzer umgelegt werden, um die Aufgabe zu lösen.